# 우주 스테이션 보급기

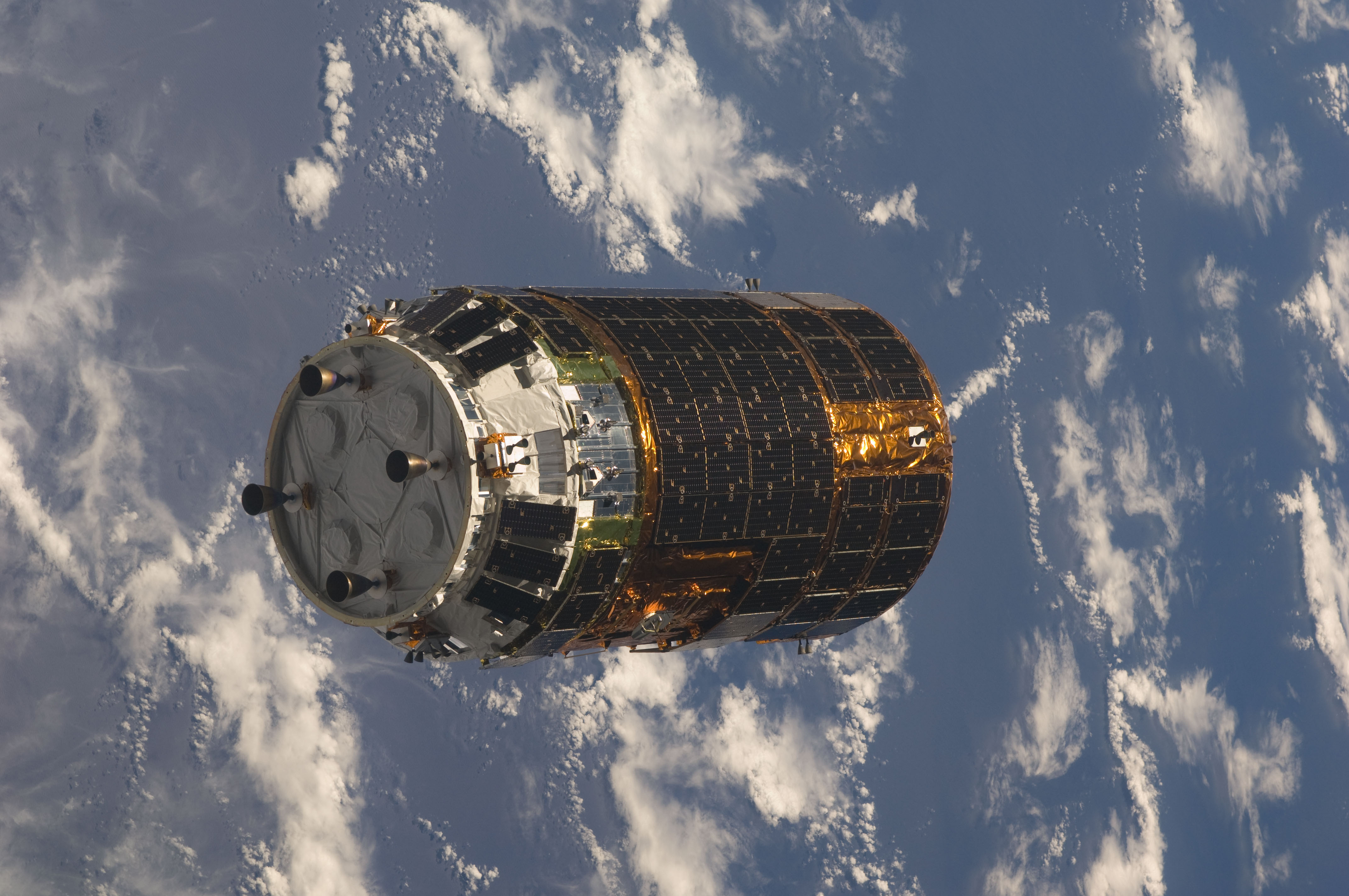
HTV

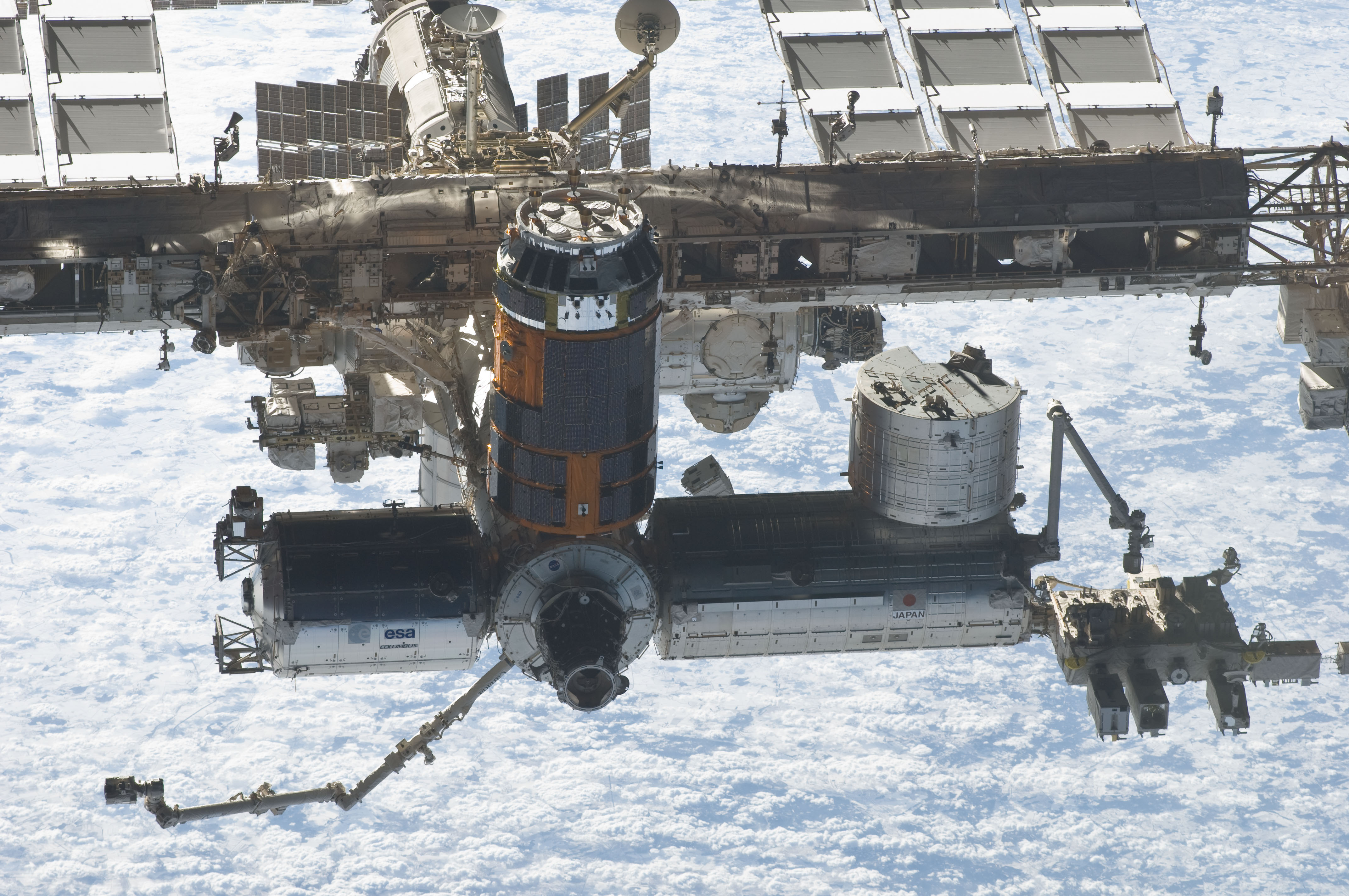
국제우주정거장의 하모니 모듈에 도킹되어 있는 HTV

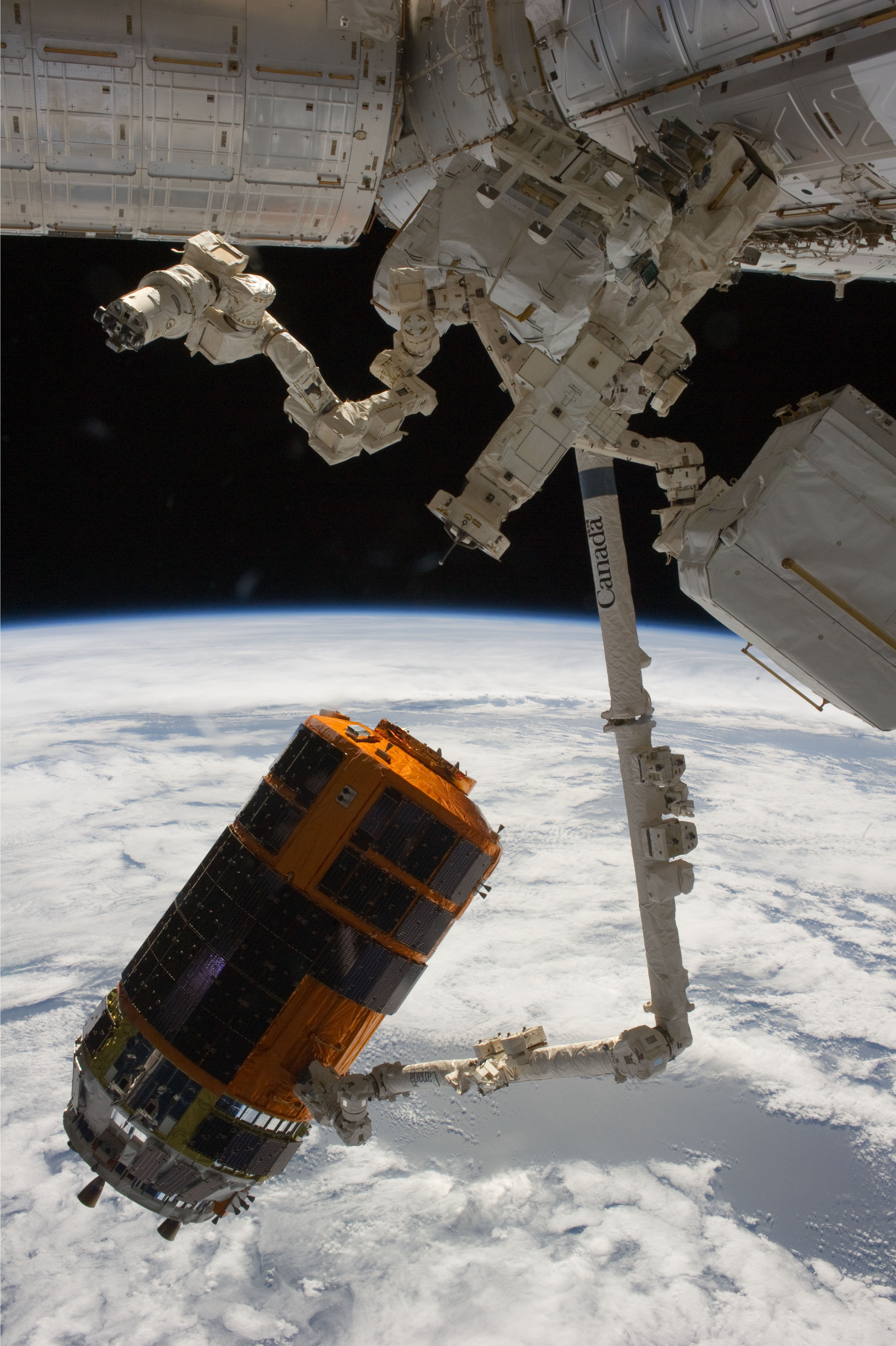
국제우주정거장의 키보 모듈에 재보급을 시도하고 있는 HTV

우주 스테이션 보급기(H-II Transfer Vehicle, 약칭 HTV)는 일본의 국제우주정거장 키보 모듈의 재보급을 위한 무인 화물선이다. 애칭은 고노토리(일본어: こうのとり→황새 또는 홍부리황새)이다.
2001년에 최초로 발사될 예정이었으나, HTV는 일본현지 시간 기준인 2009년 9월 11일 오전 2시 1분 46초에 다네가시마 우주 센터에서 H-IIB 로켓에 실려 발사되었다.
JAXA에서 1990년대 초반부터 설계를 시작하였다.
HTV는 러시아의 국제 우주 정거장용 무인 화물선인 프로그레스 우주선보다 크고 프로그레스처럼 도킹과 접근에 필요한 장치가 없기 때문에, HTV는 로봇팔에 의해 도킹된다. 지름가 큰 공통 정박 장치(CBM)를 사용해서 결합하기 위해서는 로봇팔이 필요하다.
일본의 국제 우주 정거장 모듈인 키보에는 3명의 우주인이 상주할 수 있다. 이들의 식량, 실험용 자재, 기타 필요한 보급품을 HTV가 공급하며, 쓰레기를 탑재하여 대기권에 돌입하면서 모두 소각된다.
NASA는 2010년 퇴역할 예정인 우주왕복선을 대체하기 위해 HTV를 구입하는 방안을 검토하고 있다. HTV는 대당 약 140억 엔(1330억 원)으로, 매매계약이 체결되면 50년에 달하는 일본 우주개발 역사상 첫 초대형 수주로 기록될 예정이다. NASA는 우주왕복선을 대체할 차기 화물선으로 오리온(CEV)를 개발중인데, 2018년에야 사용이 가능할 것으로 보고 있다.

## 제원
- 높이: 10 m (추진기 포함)
- 직경: 4.4 m
- 총중량: 16.5톤
- 탑재가능화물량: 6톤

## 같이 보기
- JAXA
- 오리온 (우주선)(CEV)
- 프로그레스 우주선 -  러시아 RKA의 무인화물우주선, 발사중량 7톤, 최초발사 1978년
- ATV (우주선) -  유럽 ESA의 무인화물우주선, 발사중량 20톤, 최초발사 2008년
- 드래곤 (우주선) -  미국 스페이스X사의 무인화물우주선, 발사중량 6톤, 최초발사 2010년